# Pardosa psammodes
Pardosa psammodes este o specie de păianjeni din genul Pardosa, familia Lycosidae. A fost descrisă pentru prima dată de Thorell, 1887.
Este endemică în Myanmar. Conform Catalogue of Life specia Pardosa psammodes nu are subspecii cunoscute.